# Mohamad Ghaddar
Mohamad Ghaddar, né le 1er janvier 1984 à Beyrouth, est un footballeur libanais.

## Biographie

### Club
Il commence sa carrière au Nejmeh Beyrouth, il gagne quatre titres de champion du Liban ainsi que quatre Supercoupe. Il se classe meilleur buteur du championnat lors de la saison 2006-2007 avec 25 buts. Il récidivera lors de la saison 2007-2008 avec 22 buts.
En janvier 2010, il rejoint Al-Shabab au Bahreïn. Il inscrit son premier but le 18 mars 2010 contre Al-Muharraq (victoire 3-1). À l'été 2010, Mohamad Ghaddar signe un contrat de quatre ans avec Al-Ahly, il devient le premier libanais à jouer en Premier League. Le 6 août 2010, il rentre à la 76e minute à la place de Mohamed Talaat pour un match nul 0-0 face à Al-Shorta.
Le 8 novembre 2011, Ghaddar signe un contrat de deux ans en faveur de Kelantan FA, il devient le premier libanais à jouer en Super League. Il inscrit son premier but le 10 janvier 2012 contre LionsXII (victoire 1-2).

### International
Mohamad Ghaddar débute en équipe nationale libanaise en 2006.

## Palmarès

### En club
- Champion du Liban
  - Champion: 2002, 2004, 2005 et 2009.
- Coupe du Liban
  - Vainqueur: 2001, 2002, 2003, 2004, 2005.
- Supercoupe du Liban
  - Vainqueur: 2000, 2002, 2004 et 2009.
- Championnat d'Égypte
  - Champion: 2011.
- Championnat de Malaisie
  - Champion: 2012, 2017.
- Coupe de la Fédération de Malaisie
  - Vainqueur: 2012, 2013.
- Coupe de Malaisie
  - Vainqueur: 2012, 2017.
- Challenge Cup de Malaisie
  - Vainqueur: 2019.

### Distinction personnelle
- Meilleur buteur du Championnat du Liban en 2007 (25 buts) et 2008 (22 buts).
- Meilleur buteur de la Coupe de l'AFC en 2007 (5 buts).

## Statistiques détaillées

### Buts internationaux
| Buts (13) en sélection de Mohamad Ghaddar au 15 juin 2012 | Buts (13) en sélection de Mohamad Ghaddar au 15 juin 2012 | Buts (13) en sélection de Mohamad Ghaddar au 15 juin 2012 | Buts (13) en sélection de Mohamad Ghaddar au 15 juin 2012 | Buts (13) en sélection de Mohamad Ghaddar au 15 juin 2012 | Buts (13) en sélection de Mohamad Ghaddar au 15 juin 2012 | Buts (13) en sélection de Mohamad Ghaddar au 15 juin 2012 |
|                                                           | Date                                                      | Lieu                                                      | Adversaire                                                | Score                                                     | Résultat                                                  | Compétition                                               |
| --------------------------------------------------------- | --------------------------------------------------------- | --------------------------------------------------------- | --------------------------------------------------------- | --------------------------------------------------------- | --------------------------------------------------------- | --------------------------------------------------------- |
| 1.                                                        | 27 janvier 2006                                           | Stade du Prince Faisal bin Fahd, Riyad (Arabie saoudite)  | Arabie saoudite                                           | 0 - 1                                                     | 1 - 2                                                     | Match amical                                              |
| 2.                                                        | 24 décembre 2006                                          | Stade Camille-Chamoun, Beyrouth (Liban)                   | Somalie                                                   | 1 - 0                                                     | 4 - 0                                                     | Éliminatoires Coupe arabe 2009                            |
| 3.                                                        | 24 décembre 2006                                          | Stade Camille-Chamoun, Beyrouth (Liban)                   | Somalie                                                   | 2 - 0                                                     | 4 - 0                                                     | Éliminatoires Coupe arabe 2009                            |
| 4.                                                        | 8 octobre 2007                                            | Stade de Saïda, Saïda (Liban)                             | Inde                                                      | 2 - 1                                                     | 4 - 1                                                     | Éliminatoires Coupe du monde 2010                         |
| 5.                                                        | 8 octobre 2007                                            | Stade de Saïda, Saïda (Liban)                             | Inde                                                      | 4 - 1                                                     | 4 - 1                                                     | Éliminatoires Coupe du monde 2010                         |
| 6.                                                        | 30 octobre 2007                                           | Fatorda Stadium, Goa (Inde)                               | Inde                                                      | 1 - 1                                                     | 2 - 2                                                     | Éliminatoires Coupe du monde 2010                         |
| 7.                                                        | 30 octobre 2007                                           | Fatorda Stadium, Goa (Inde)                               | Inde                                                      | 1 - 2                                                     | 2 - 2                                                     | Éliminatoires Coupe du monde 2010                         |
| 8.                                                        | 2 janvier 2008                                            | Stade Al-Sadaqua Walsalam, Koweït City (Koweït)           | Koweït                                                    | ? - ?                                                     | 3 - 2                                                     | Match amical                                              |
| 9.                                                        | 9 avril 2008                                              | Stade Camille-Chamoun, Beyrouth (Liban)                   | Maldives                                                  | 4 - 0                                                     | 4 - 0                                                     | Éliminatoires Coupe d'Asie 2011                           |
| 10.                                                       | 27 mai 2008                                               | Stade Jassim Bin Hamad, Doha (Qatar)                      | Qatar                                                     | 0 - 1                                                     | 2 - 1                                                     | Match amical                                              |
| 11.                                                       | 7 juin 2008                                               | Stade du Roi-Fahd, Riyad (Arabie saoudite)                | Arabie saoudite                                           | 2 - 1                                                     | 2 - 1                                                     | Éliminatoires Coupe du monde 2010                         |
| 12.                                                       | 17 août 2011                                              | Stade de Saïda, Saïda (Liban)                             | Syrie                                                     | 2 - 1                                                     | 2 - 3                                                     | Match amical                                              |
| 13.                                                       | 6 septembre 2011                                          | Stade Camille-Chamoun, Beyrouth (Liban)                   | Émirats arabes unis                                       | 1 - 1                                                     | 3 - 1                                                     | Éliminatoires Coupe du monde 2014                         |
| 14.                                                       | 26 mai 2012                                               | Stade Sultan Qaboos, Mascate (Oman)                       | Oman                                                      | 0 - 1                                                     | 1 - 1                                                     | Match amical                                              |
| 15.                                                       | 15 octobre 2013                                           | Cité sportive Camille-Chamoun, Beyrouth (Liban)           | Émirats arabes unis                                       | 1 - 1                                                     | 1 - 1                                                     | Éliminatoires Coupe d'Asie 2015                           |
| 16.                                                       | 5 mars 2014                                               | Stade Rajamangala, Bangkok (Thaïlande)                    | Thaïlande                                                 | 0 - 1                                                     | 2 - 5                                                     | Éliminatoires Coupe d'Asie 2015                           |
| 17.                                                       | 24 mai 2015                                               | Stade de Saïda, Saïda (Liban)                             | Syrie                                                     | 2 - 2                                                     | 2 - 2                                                     | Match amical                                              |
| 18.                                                       | 16 juin 2015                                              | Stade national du Laos, Vientiane (Laos)                  | Laos                                                      | 0 - 1                                                     | 0 - 2                                                     | Éliminatoires Coupe du monde 2018                         |
| 19.                                                       | 28 mars 2017                                              | Cité sportive Camille-Chamoun, Beyrouth (Liban)           | Hong Kong                                                 | 1 - 0                                                     | 2 - 0                                                     | Éliminatoires Coupe d'Asie 2019                           |